# Predjama
Predjama – wieś w Słowenii, w gminie Postojna, nad rzeką Lokva. We wsi znajduje się dwunastowieczny zamek w skale, Predjamski Grad, siedziba legendarnego barona-rozbójnika Erazma Lüggera (zm. 1484). We wsi znajduje się XV-wieczny kościółek Matki Boskiej Bolesnej, a w pobliżu pochowany jest baron Lügger, na którego grobie rośnie potężna lipa, według miejscowych podań posadzona przez ukochaną barona.